# Prefectura apostólica de la Patagonia Meridional
La prefectura apostólica de la Patagonia Meridional o de la Patagonia Meridional, Tierra del Fuego e Islas Malvinas (en latín: Praefectura Apostolica Patagoniae Meridionalis) fue una circunscripción eclesiástica de la Iglesia católica en Argentina, Chile y las islas Malvinas. Se trataba de una prefectura apostólica latina, inmediatamente sujeta a la Santa Sede, suprimida el 4 de octubre de 1916.

## Territorio y organización
La prefectura apostólica tenía 500 000 km² y extendía su jurisdicción sobre los fieles católicos de rito latino residentes en la Patagonia meridional, las islas Malvinas y las islas cercanas al estrecho de Magallanes. El Orbis terrarum Catholicus publicado por Oscar Werner en 1890 precisa que el límite sur del vicariato apostólico de la Patagonia Septentrional era el río Chubut. De acuerdo con esta última precisión, la prefectura apostólica comprendía la totalidad de la actual provincia argentina de Santa Cruz, la parte sur de la provincia del Chubut y el área americana de la provincia de Tierra del Fuego, Antártida e Islas del Atlántico Sur, que fueron parte de la gobernación de la Patagonia hasta el 16 de octubre de 1884, cuando se crearon los territorios nacionales de Tierra del Fuego, Santa Cruz y Chubut. Comprendía además el sector americano de la región de Magallanes y de la Antártica Chilena en Chile, aunque no estaba precisado su límite y las islas Malvinas.
La sede de la prefectura apostólica se encontraba en la ciudad de Punta Arenas (en Chile), en donde se encontraba la iglesia principal del Sagrado Corazón de Jesús, hoy catedral de la diócesis de Punta Arenas.

## Historia

### Antecedentes
La soberanía sobre la Patagonia fue resuelta en medio de la campaña por medio del Tratado de 1881 entre Argentina y Chile. Una vez derrotados los pueblos indígenas, el Estado argentino comenzó la ocupación efectiva del espacio patagónico y el 11 de octubre de 1878 fue creada la gobernación de la Patagonia con Mercedes de Patagones como su capital (población que hasta ese momento era la parte sur de Carmen de Patagones) y con jurisdicción proclamada desde las fronteras provinciales hasta el cabo de Hornos. La jurisdicción eclesiástica sobre la Patagonia no estaba definida y fue asumida por la arquidiócesis de Buenos Aires por el lado argentino y por la diócesis de Ancud por el lado chileno, a medida que la ocupación se hacía efectiva.
En 1880 Juan Bosco inició gestiones ante el papa León XIII para establecer un vicariato apostólico y una prefectura apostólica en la Patagonia, estando de acuerdo el papa en la necesidad de crear un seminario en Europa para proveer de sacerdotes a la misión y de erigir un vicariato apostólico en las colonias del río Negro. El proyecto misionero de Juan Bosco en la Pampa y la Patagonia debía comenzar por «introducirse poco a poco en el desierto de la Patagonia y ganar aquellas tribus abriendo escuelas para sus niños y recogerlos en hospicios y orfanatos» De esa forma pensaba lograr el objetivo de «contraer relaciones con sus padres por medios de los hijos para que los salvajes se convirtieran por medio de los mismos salvajes». El resultado final debía ser lograr vocaciones sacerdotales entre los indígenas. Entre otras ideas Juan Bosco pensó en establecer una colonia de italianos para facilitar la evangelización de las regiones australes, en áreas que creía no pertenecían a ningún país.

### Prefectura apostólica
El proyecto de Juan Bosco encontró oposición en el Gobierno argentino (que sostenía el Patronato nacional en Argentina) y en la arquidiócesis de Buenos Aires, razón por la cual Juan Bosco prescindió de ellos y buscó concretarlo directamente a través de la curia romana y lograr así una misión «libre y sin ataduras».
En 1878 Juan Bosco nombró a Francesco Bodratto como inspector de América (provincial salesiano) con sede en Buenos Aires, quien inició gestiones ante el Gobierno argentino para que concediera tierras patagónicas a la congregación con la intención de establecer colonias, pidiendo la competencia misional exclusiva.
El 16 de noviembre de 1883 la Propaganda Fide erigió mediante el breve Cum ad Catholicae Fidei el vicariato apostólico de la Patagonia Septentrional y por otro la prefectura apostólica de la Patagonia Meridional nombrando a su prefecto.

Cum ad Catholicae Fidei propagationem in Patagoniae regionibus expedire visum fucrit Sacro Consilio Christiano nomini propagando praeposito, ut Apostolica Paefectura ibidem erigeretur, E.mi ac Rev.mi Patres eiusdem Sacri consilii in Generali Conventu habito die 27 Augusti 1883 censuerunt statueruntque, ut praedicta Prefectura in parte Meridionali Patagoniae erigeretur, quae insulas Malvinianas ac insulas circa sinum Magellanum existentes comprehendat. Huius tamen Praefecturae limites determinari in praesens non possunt, cum Regio illa adhuc explorata non sit in omnibus partibus. Quam quidem in rem E.mi ac Rev.mi Patres praesens edi Decretum mandarunt. Datum Romae en Aedib. S. Congregationis de Propaganda Fide die 16 Novembris 1883.

### Conflicto con el Gobierno argentino
La Santa Sede no comunicó al Gobierno argentino la erección de las nuevas circunscripciones y consideró a la Patagonia como una tierra de misión nullius dioecesis, es decir, exenta de la jurisdicción de un obispo local (la arquidiócesis de Buenos Aires y la diócesis chilena de Ancud, sin embargo, pretendían entender su jurisdicción sobre ella).
El Estado argentino consideraba que había heredado de los reyes de España el ejercicio del patronato nacional, que era un régimen de control soberano sobre el funcionamiento de la Iglesia católica en el país. La Santa Sede nunca reconoció ese derecho y su independencia recibió muchas limitaciones hasta el establecimiento del modus vivendi hacia 1860, por el cual el Gobierno argentino ejercía de hecho el patronato y la Santa Sede homologaba sus decisiones sin mencionar en las bulas al Gobierno ni reconocer el patronato. Este acuerdo tácito fue dejado de lado por el papa al crear las jurisdicciones patagónicas en un momento en que las relaciones entre ambos estaban en un estado álgido a causa de las leyes laicas del gobierno de Julio Roca y el 14 de octubre de 1884 el delegado apostólico en Argentina, Luigi Matera, fue expulsado del país provocando una ruptura de relaciones que duró hasta 1900.

### Inauguración de la prefectura apostólica
El salesiano José Fagnano había dejado la parroquia de Carmen de Patagones en 1884 y el 31 de octubre de 1886 partió desde Buenos Aires a explorar su nuevo destino en el vapor Villarino como capellán de la expedición de Ramón Lista. El 21 de noviembre de 1886 arribó a la bahía de San Sebastián en la isla Grande de Tierra del Fuego, que recorrió por 4 meses antes de regresar a Buenos Aires. A su regreso escribió cartas al arzobispo y al Gobierno expresando su plan de acción, que incluía la creación de dos colegios y solicitando 25 000 ha para ello. El 12 de julio de 1887 Fagnano partió hacia Punta Arenas, población chilena sobre el estrecho de Magallanes elegida para ser sede de la prefectura apostólica, a donde arribó el 21 de julio de 1887 en compañía del sacerdote Antonio Ferrero, del clérigo Fortunato Griffa y del coadjutor José Audisio. El 16 de agosto de 1887 fundó el Liceo Salesiano San José en Punta Arenas. En 1888 dos misioneros salesianos fundaron en Puerto Stanley de las islas Malvinas la Casa de Santa María. En febrero de 1889 Fagnano fundó la misión de San Rafael Arcángel en Puerto Harris de la isla Dawson con indígenas onas (o selknam) y alacalufes (o kawésqar). La fundación de la Misión Salesiana de Nuestra Señora de la Candelaria tuvo lugar el 11 de noviembre de 1893 cuando el padre Beauvoir instaló el primer asentamiento con el fin de evangelizar a los nativos y albergarlos en sus instalaciones, ya que eran víctimas de enfrentamientos entre ganaderos y buscadores de oro. Esta misión fue totalmente destruida por un incendio el 12 de diciembre de 1896 y con el tiempo la misión fue el núcleo de la ciudad de Río Grande.

### Acuerdo con el Gobierno argentino
El 25 de noviembre de 1887 el Congreso argentino sancionó una ley creando las nuevas diócesis de La Plata, Santa Fe y Tucumán y pidió a la Santa Sede su concreción. Las negociaciones llevadas adelante permitieron un acuerdo de compromiso por los derechos adquiridos por los salesianos, por el cual, sin reconocerlos el Gobierno, el vicariato apostólico y la parte argentina de la prefectura apostólica seguirían de forma efectiva e independiente a cargo de la congregación salesiana, pero bajo jurisdicción de la arquidiócesis de Buenos Aires y de otras diócesis lindantes. Destrabada la situación, el 15 de febrero de 1897 con la bula In Petri Cathedra, el papa León XIII erigió las diócesis de La Plata, Santa Fe y Tucumán. En vano también los salesianos intentaron que se reconocieran las dos jurisdicciones dependientes de sus misioneros.
La bula de erección de las nuevas diócesis fue reconocida por el Gobierno por decreto de 28 de mayo de 1897, de tal forma que la arquidiócesis de Buenos Aires recibió los territorios nacionales de la Patagonia y la diócesis de San Juan de Cuyo el del Neuquén. Sin embargo, el reconocimiento de los derechos adquiridos por los misioneros salesianos en la Patagonia fue expresado en el decreto como: sin prejuicio de que continúe, por ahora, el Vicariato apostólico de Patagones y la Prefectura apostólica de Tierra del Fuego, hasta tanto que los Prelados estén en condiciones de poder enviar miembros del clero diocesano para el cuidado espiritual de aquellas vastas regiones. De esta forma, el vicariato apostólico fue suprimido de iure, pero conservado de hecho y los salesianos se aseguraron su exclusividad misional en la Patagonia.

His novis erectionibus decretis et respective cum sua novamque dioecesi ac territorio constitutis, ita novae circumscriptionis ecclesiasticae ratio et status in Republica Argentina modo scriptionem enicitur, ut nempe Archiepiscopalis sedes Bonearensis ex camdennit, civitate principe de Buenos-Aires cum suo foederali districtu ex insula, vulgo de Matin Garcia actu efformetur, additis insuper territoriis nationalibus, vulgo del Rio Negro et Chubut nec non Santa Cruz, ac terra, vulgo del Fuego, et demum insula de los Estados.

De hecho, en la misma bula, toda la Patagonia argentina y la parte argentina de Tierra del Fuego fueron asignadas a la jurisdicción de los metropolitanos de Buenos Aires, territorios de iure así quitados a los salesianos, y que habían sido adjudicados a Buenos Aires a cambio de la pérdida que le representaba la creación de la diócesis de La Plata. De esta forma, el sector argentino de la prefectura apostólica fue tácitamente separado de ella por la Santa Sede e ignorado por el Gobierno argentino, sin embargo, se llegó a un acuerdo según el cual, mientras el arzobispo no tuviese sacerdotes para enviar a los territorios nacionales del sur, el vicariato apostólico y la prefectura apostólica continuarían en manos de los salesianos. El acuerdo dejaba la prefectura apostólica bajo el gobierno efectivo e independiente de la congregación salesiana, pero con la parte argentina dentro de la jurisdicción nominal de la arquidiócesis de Buenos Aires.
Luego de nuevas negociaciones, el 9 de mayo de 1911 se decidió crear 7 vicarías foráneas para los salesianos: 4 dependientes de la arquidiócesis de Buenos Aires, entre las cuales estaban Santa Cruz y Tierra del Fuego. El 20 de abril de 1934 con la bula Nobilis Argentinae nationis del papa Pío XI, fue creada la diócesis de Viedma con el territorio patagónico de la arquidiócesis de Buenos Aires.

### Supresión de la prefectura apostólica
La prefectura apostólica de la Patagonia Meridional, Magallanes, Tierra del Fuego e Islas Malvinas fue suprimida el 4 de octubre de 1916, pocos días después de morir Fagnano. En su reemplazo fue erigido el vicariato apostólico de Magallanes e Islas Malvinas, restando al antiguo territorio de la prefectura, la parte austral de la Patagonia argentina. Fue promovido a diócesis de Punta Arenas el 27 de enero de 1947, con las islas Malvinas continuando dentro de su jurisdicción.
Los salesianos permanecieron en las islas Malvinas hasta 1952, cuando fueron remplazados por los misioneros de Mill Hill al establecer el papa Pío XII la prefectura apostólica de las Islas Malvinas el 10 de enero de 1952 mediante la bula In Nostris, finalizando su presencia en las islas.

## Estadísticas
La estimación poblacional de la prefectura apostólica era de menos de 15 000 habitantes.

## Episcopologio

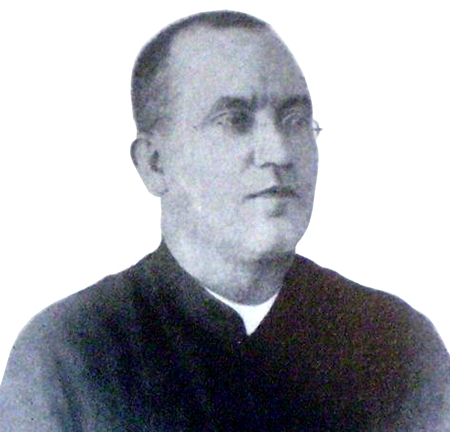
José Fagnano, prefecto apostólico

- Giusseppe Fagnano, S.D.B. † (20 de noviembre de 1883-18 de septiembre de 1916 falleció)